# Amadeici

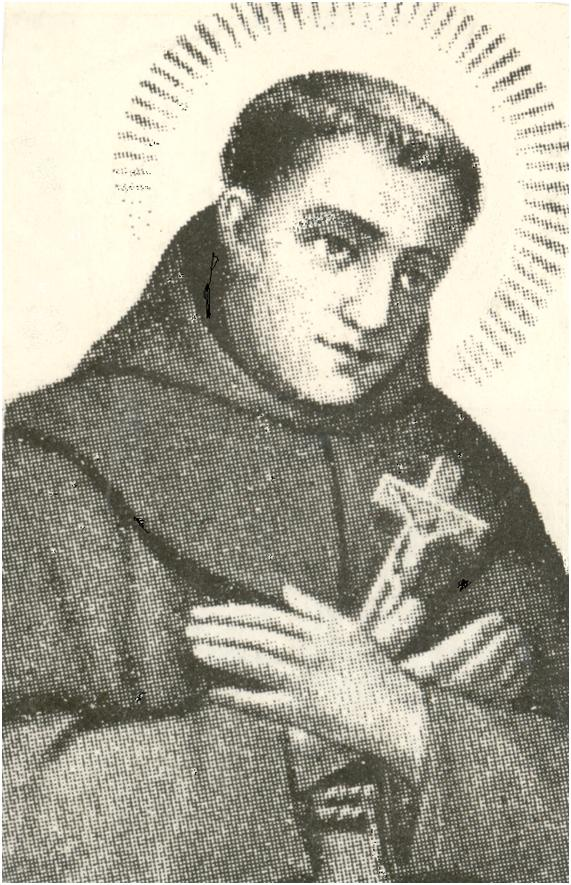
Założyciel-reformator amadeitów bł. Amadeusz Silva OFM

Amadeici − włączona w 1517 do obserwantów, nieistniejąca gałąź franciszkanów.

## Historia
Amadeici jako odłam reformowanych franciszkanów powstali w 1464, dzięki działalności Amadeusza Silvy. Pierwszą ich siedzibą był klasztor Santa Maria in Bressanoro w Castelleone w Lombardii. Pozwolenia na przejęcie tego domu udzielił im generał franciszkanów za namową mediolańskiej księżniczki Bianki Marii Visconti. Do reformy Amadeusza przyłączyli się franciszkanie z innych klasztorów. Powstała w ten sposób kustodia w strukturach zakonu franciszkańskiego. Po protestach braci przeciwnych reformie, bojących się rozłamu w zakonie, papież Paweł II bullą Inter caetera desiderabilia z 22 maja 1470 zadekretował zniesienie reformy. Następny papież, Sykstus IV, zwolennik reformy amadeickiej, wezwał amadeitów do Rzymu i pozwolił im na zamieszkanie w klasztorze przy kościele San Pietro in Montorio. Sykstus uznał reformę bullą Pastoris aeterni z 24 marca 1472.
Bullą Ite et vos z 29 maja 1517 Leon X przyłączył amadeitów do obserwantów. Stare konwenty amadeickie cieszyły się pewną autonomią do 23 stycznia 1568, kiedy to Pius V bullą Beati Christi salvatoris poddał wszystkich amadeitów pod władzę ministrów prowincjalnych regularnej obserwancji.